# Bílá Desná - kanál protržené přehrady
Bílá Desná - kanál protržené přehrady este o arie protejată (arie specială de conservare — SAC, sit de importanță comunitară — SCI) din Republica Cehă întinsă pe o suprafață de 0,08 ha, integral pe uscat.

## Localizare
Centrul sitului Bílá Desná - kanál protržené přehrady este situat la coordonatele 50°48′08″N 15°17′38″E / 50.802222°N 15.293889°E.

## Înființare
Situl Bílá Desná - kanál protržené přehrady a fost declarat sit de importanță comunitară în aprilie 2005 pentru a proteja 1 specie de animale. Situl a fost protejat și ca arie specială de conservare în iulie 2012.

## Biodiversitate
Situată în ecoregiunea continentală, aria protejată nu include niciun habitat protejat.
La baza desemnării sitului se află o specie protejată de  mamifere: liliac comun (Myotis myotis).